# Český statistický úřad

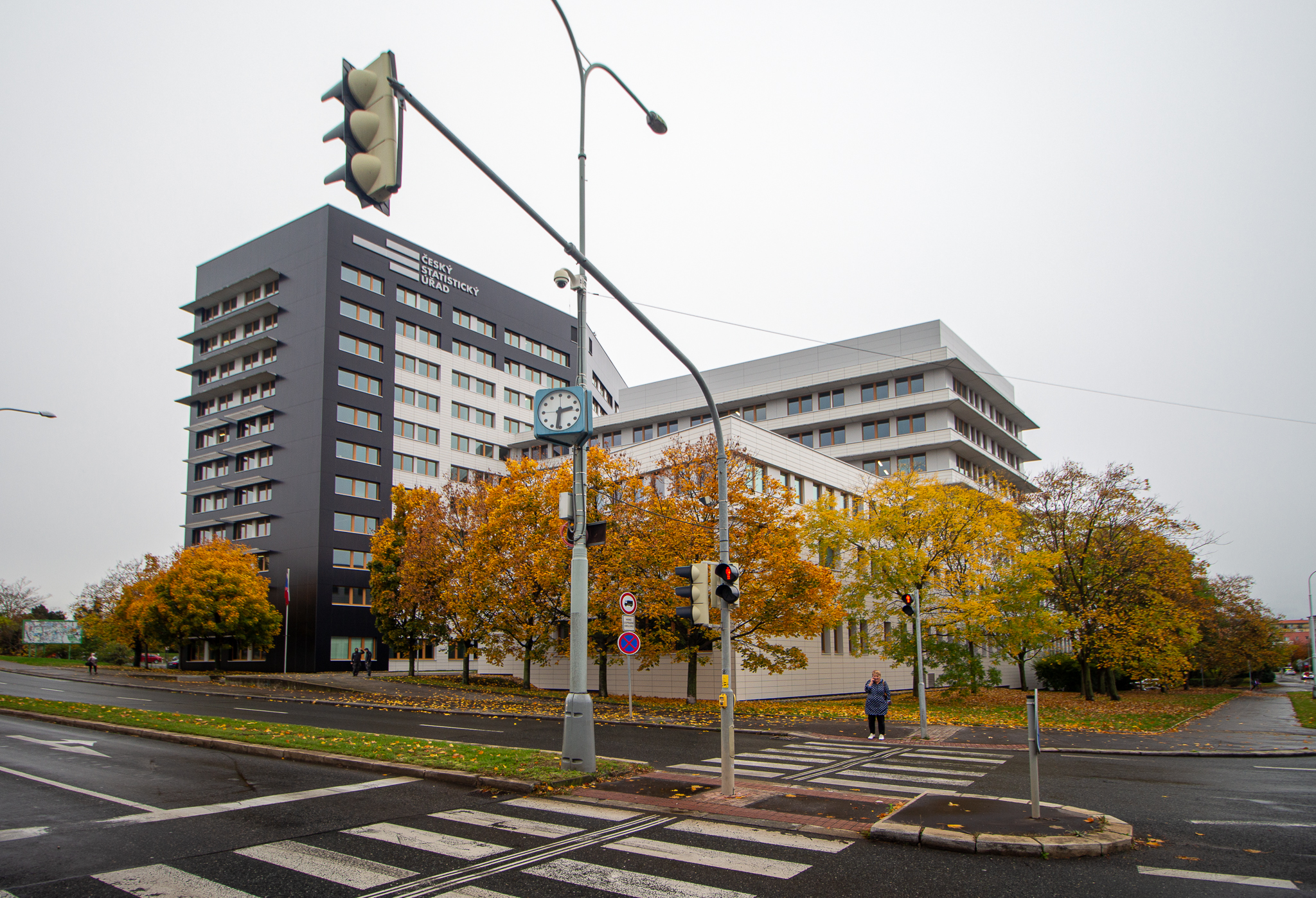
La sede del Český statistický úřad nel quartiere di Strašnice, nel Distretto 10 di Praga

L'Istituto ceco di statistica (in ceco Český statistický úřad, abbreviato in ČSÚ) è la principale organizzazione che raccoglie, analizza e pubblica le informazioni statistiche per l'amministrazione della Repubblica Ceca.

## Storia
La storia dell'Istituto risale all'epoca comunista, nel 1969, quando venne creato dall'Atto No. 2/1969 del Consiglio Nazionale Ceco. Da allora l'Istituto è sempre esistito e ottenne l'autorizzazione a operare dalla sopraggiunta amministrazione della Repubblica Ceca nel 1995. Tra il 1969 ed il 1995 tuttavia alcune funzioni statistiche erano gradualmente passate alle amministrazioni locali.